# Cykl życia programu
Cykl życia programu – seria kolejnych zmian programu komputerowego, w trakcie których odbywa się dodawanie nowych funkcjonalności oraz/lub usuwanie powstających w trakcie rozwoju błędów (z języka angielskiego: bugów).

## Etapy rozwoju
Zasadniczo cykl życia kolejnych wersji programu można podzielić na następujące etapy:
- wersja niestabilna (testowa) – seria wydań, podczas której dodawane są przede wszystkim nowe możliwości:
  - wersja robocza (pre-alpha) – dostępna zazwyczaj tylko dla twórców programu w postaci repozytorium kodu źródłowego (np. CVS, SVN, GIT), kiedy implementowany jest algorytm programu, tworzony jest interfejs i dodawane są nowe funkcje;
  - wersja alfa (pre-beta) – autorzy doprowadzają do rzeczywistego działania programu, nawet w ograniczonym zakresie;
  - wersja beta – kiedy program ma już pierwszych użytkowników, zwanych często beta testerami, wyłapywane są błędy związane z różnymi środowiskami i warunkami pracy programu
  - RC (ang. Release Candidate, czyli kandydat do wydania) – wydanie kandydujące, których może być nawet kilka, ale jeżeli nie zostanie w nim znalezione żadne istotne odstępstwo od planu wersji, zmienia się jedynie numer wersji na wyższy i uznaje wersję za stabilną.
- wersja stabilna (wersja produkcyjna) – wersja nadająca się do użytkowania zgodnie z założeniami autorów
  - RTM (ang. Release To Manufacture, Ready To Manufacture lub Ready To Market, czyli gotowy do wydania) – produkt uznany za stabilny i gotowy do wypuszczenia na rynek; nie jest dostępny publicznie do czasu premiery;
  - wersje stabilne z poprawkami bezpieczeństwa lub innych błędów.
- starzenie moralne programu – zwykle ostatni etap polegający na porzuceniu programu przez autorów, co zwykle kończy jego życie; w przypadku kodu na licencjach FLOSS ten stan może w dowolnym momencie ponownie przejść do fazy aktywnego rozwoju, jeśli tylko znajdą się chętni do przejęcia opieki nad nim lub wykorzystają fragmenty kodu w innej aplikacji.

Zależnie od projektu niektóre fazy życia programu mogą nie być tak oznaczane, można natomiast mówić w tych kategoriach o jakości kodu (np. kod beta oznacza wtedy po prostu program, w którym zaniedbano testowania na rozmaitych platformach sprzętowych i programistycznych).